# Fry (Kassos)
Pour les articles homonymes, voir Fry.
Fry, en grec moderne : Φρυ, est un village de l'île de Kassos, en Égée-Méridionale, Grèce.
Selon le recensement de 2011, la population du village compte 357 habitants.